# Bogaraš (okręg północnobacki)
Bogaraš (cyr. Богараш) – wieś w Serbii, w Wojwodinie, w okręgu północnobackim, w gminie Bačka Topola. W 2011 roku liczyła 83 mieszkańców.